# Tabule

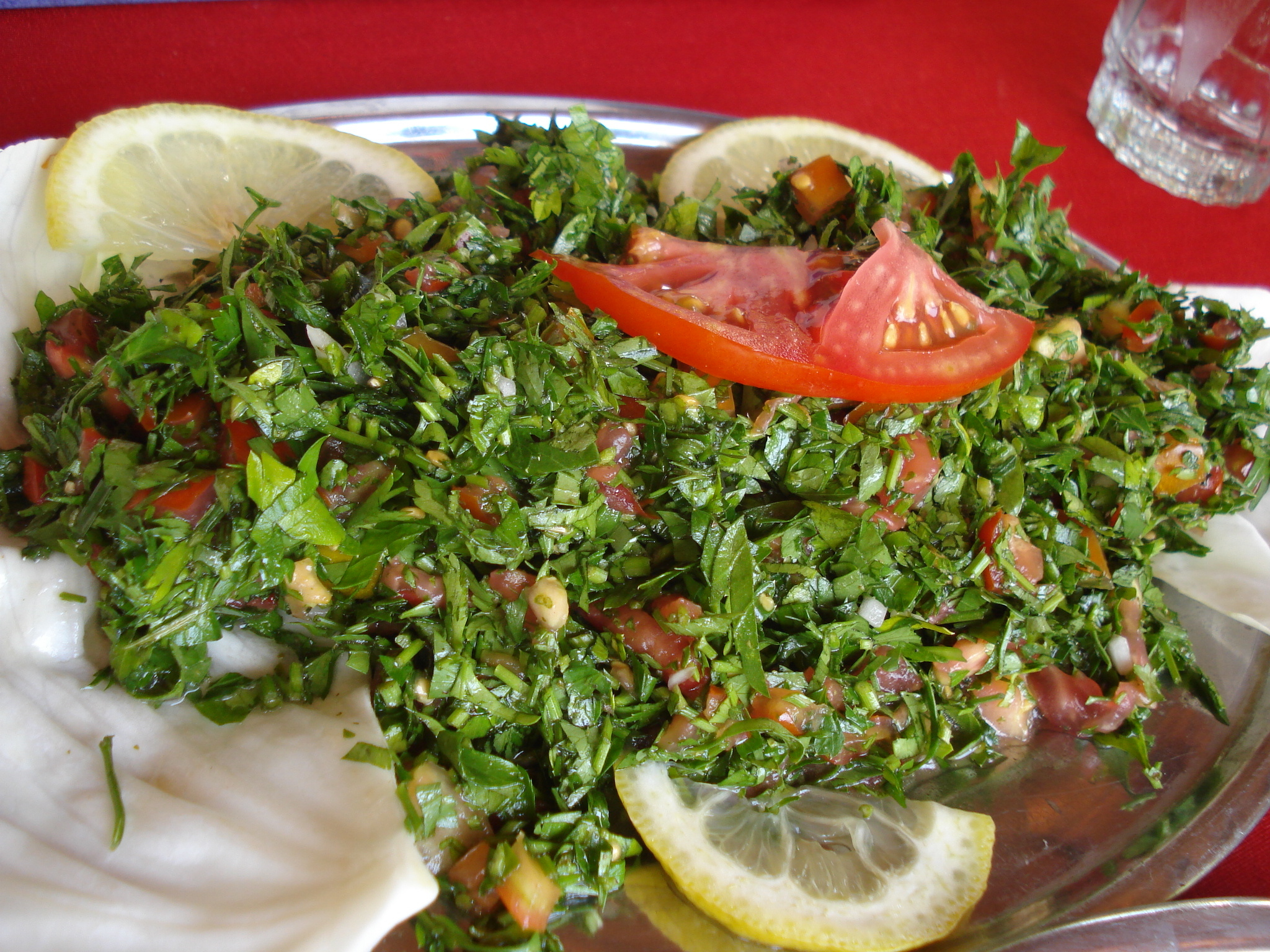
Um prato de tabule.

Tabule (Árabe: تبولة/tabbūla) é um prato libanês de salada, frequentemente degustado como um aperitivo. É feito principalmente de triguilho (trigo para quibe), tomate, cebola, salsa, hortelã e outras ervas, com suco de limão, pimenta e vários temperos. No Líbano, onde surgiu, é consumido por cima de folhas de alface. É bastante popular principalmente no Brasil e na República Dominicana (onde é conhecido como tipili, devido à presença de imigrantes do Mediterrâneo).

## Receitas
- Tabule